# Mallet (locomotief)

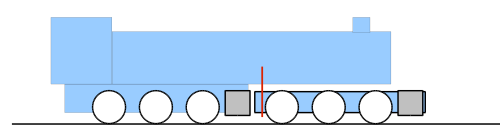
Mallet-locomotief. De as waarover het voorste deel scharniert is met een rode lijn gemarkeerd.

Serie SS 1209-1220 (DD51), Java, 1922 of later. Let op de ketel, die ver buiten de bocht steekt, terwijl het onderstel 'instuurt'.

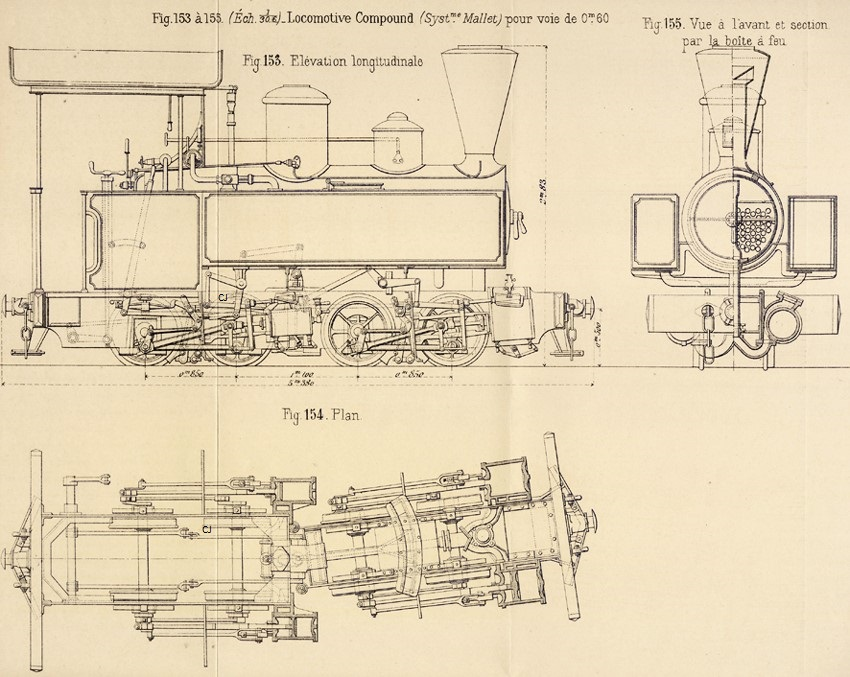
Het knikkende onderstel

Een mallet is een stoomlocomotief die door een speciale geleding van het onderstel vrij krappe spoorbogen kan berijden. Het principe is ontwikkeld door de Zwitserse ingenieur Anatole Mallet (1837–1919). Kenmerkend is het onderstel dat uit twee delen bestaat, waarvan het voorste kan scharnieren en via eigen stoomcilinders aangedreven wordt. 

## Uitvoering
Mallet-locomotieven maken gebruik van hoge- en lagedrukcilinders. De stoomketel bevindt zich in het achterste deel en drijft via de hogedrukcilinder de vaste achterste assen aan. De afgewerkte stoom drijft via lagedrukcilinders het voorste gedeelte aan, wat overigens ook bij normale stoomlocomotieven gangbaar is.
Het scharnierpunt ligt ver naar achteren, achter het voorste deel. Het scharnierende voorste deel is te beschouwen als een bijzonder draaistel, waarbij het draaipunt zich achter de achterste as bevindt. Het laat zich makkelijk in de boog dwingen, het stuurt als het ware in, zodat bogen met een kleine radius bereden kunnen worden. Loopwielen zijn daarvoor niet nodig, maar ze worden bij mallets soms gebruikt om het gewicht te verdelen of de stabiliteit te verbeteren.

### Afbakening
De bekende "Big Boy"-locomotieven van de Union Pacific (serie 4000), zijn formeel niet als mallets te beschouwen. Ze hebben dezelfde geleding, maar geen hoge- en lagedrukcilinders.

## Inzetbaarheid
Mallets worden ingezet op bochtige trajecten waar een lange locomotief normaal niet kan komen. Dit zijn vaak bergachtige trajecten, maar ook trajecten waarbij zeer sterke locomotieven gewenst zijn. Een voorbeeld van het laatste waren de locomotieven van de serie 601 van de Hongaarse spoorwegen.

## Spoorwegmuseum
Locomotief 1622 "Sri Gunung" (Bergkoningin) is een mallet uit 1928. Deze werd door de Indonesische Staatsspoorwegen in 1980 aan het Nederlands Spoorwegmuseum geschonken en is daar te bezichtigen.

## Afbeeldingen

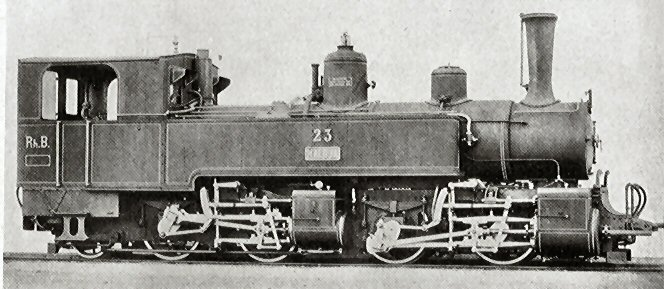
Mallet-locomotief van de Rhätische Bahn
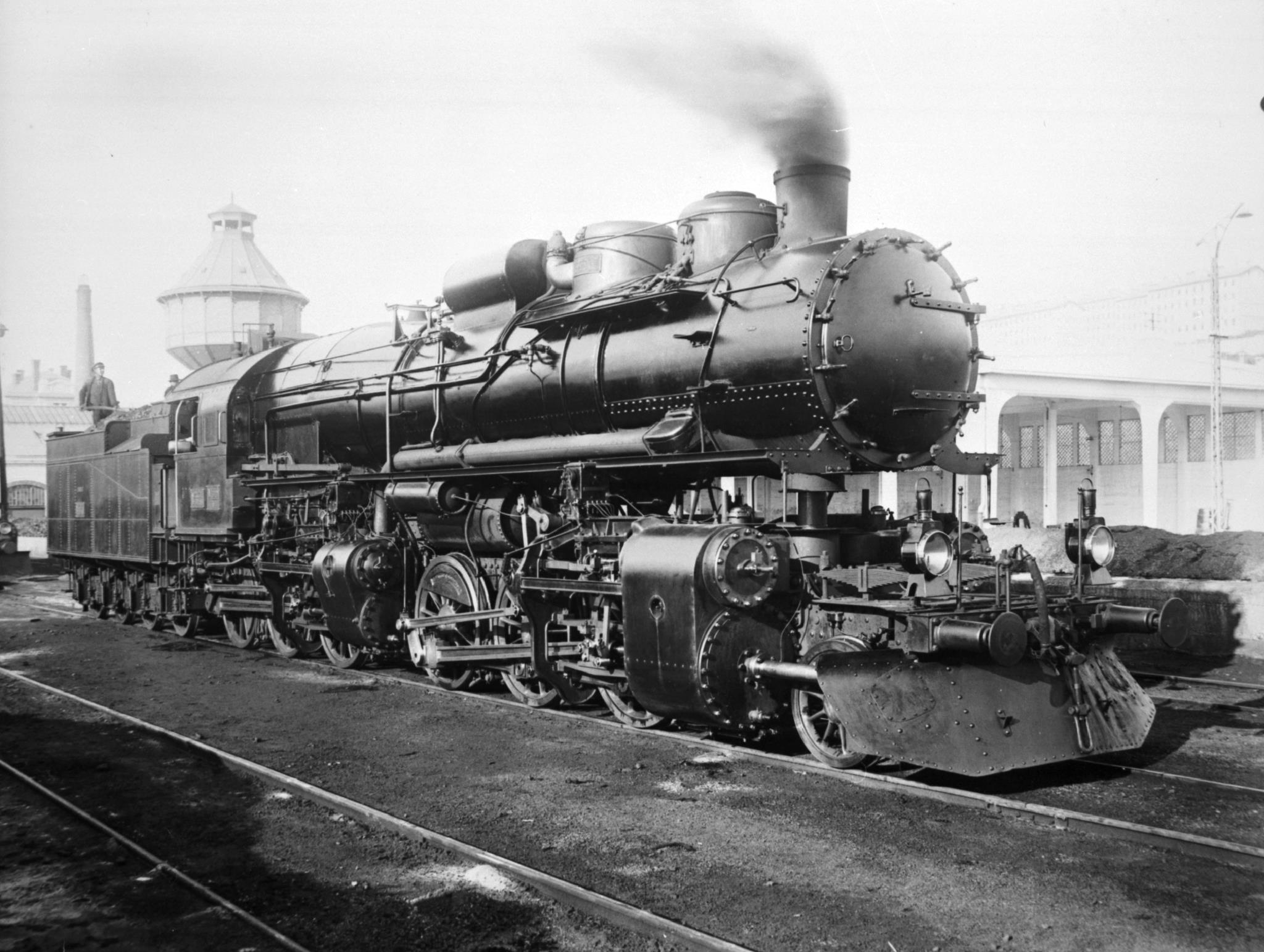
MÁV serie 601
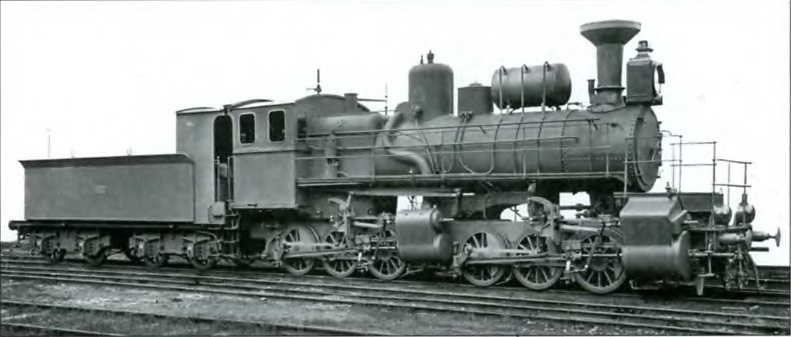
Russische Ѳ-klasse met 'zwevende' ketel, zoals bij meer mallets
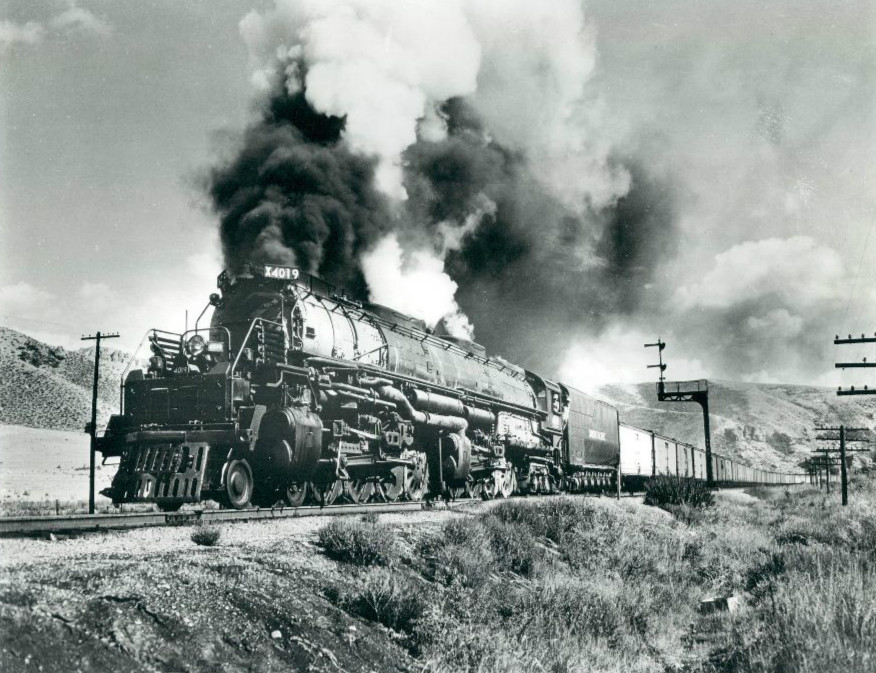
UP serie 4000
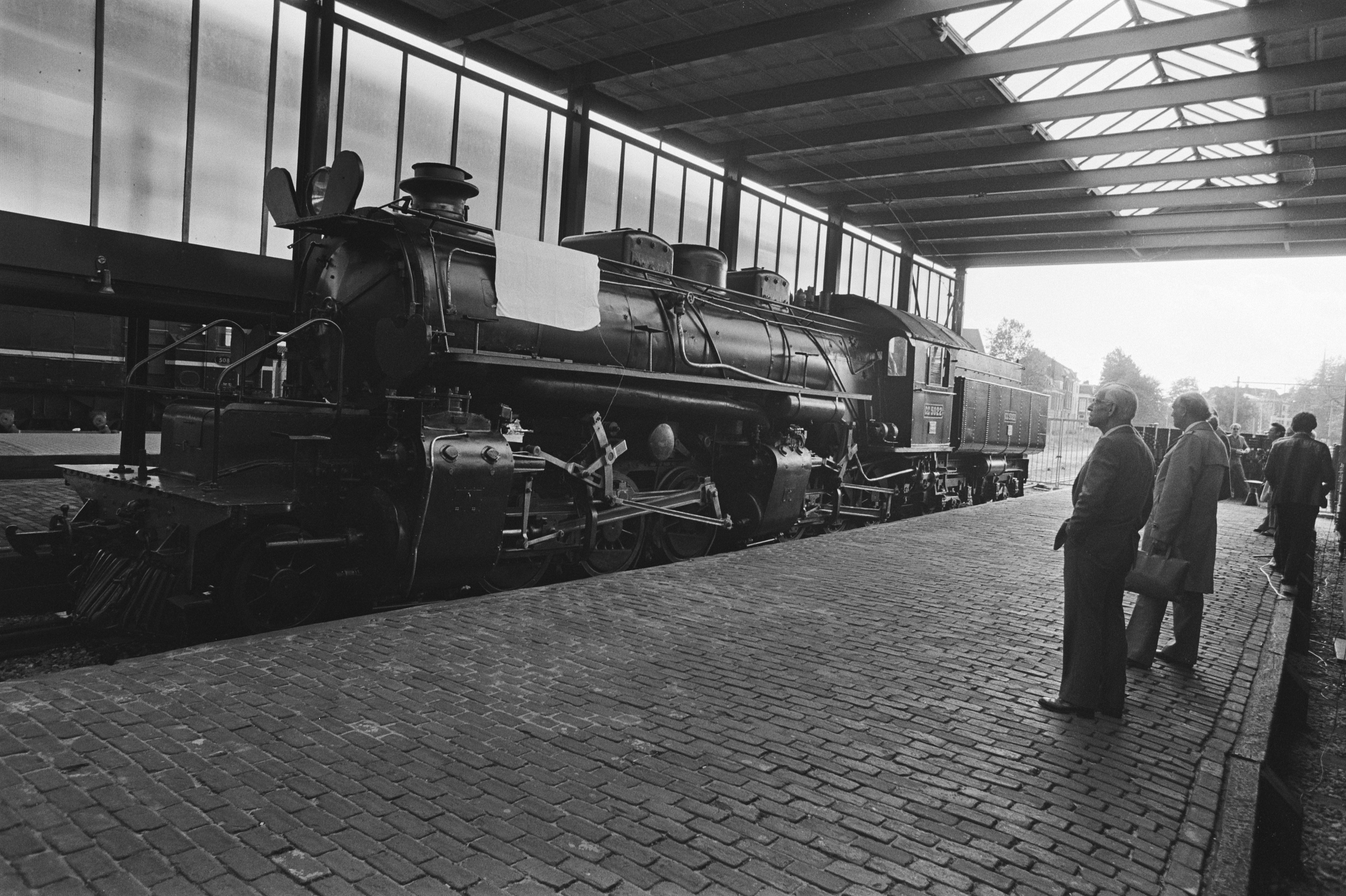
Locomotief 1622 in het Nederlands Spoorwegmuseum